# Simushir
Simushir (en ruso, Симушир, y en japonés, Shimushiru, シムシール) es una isla en el archipiélago de las islas Kuriles. Tiene una superficie de 353 km². Pertenece al grupo de las Kuriles centrales. 

## Geografía
La isla de Simushir se encuentra entre las coordenadas geográficas siguientes:
- latitud: 46°46' y 47°10' N,
- longitud: 151°42' y 152°17' E,
- máxima altitud: 1539 m s. n. m.

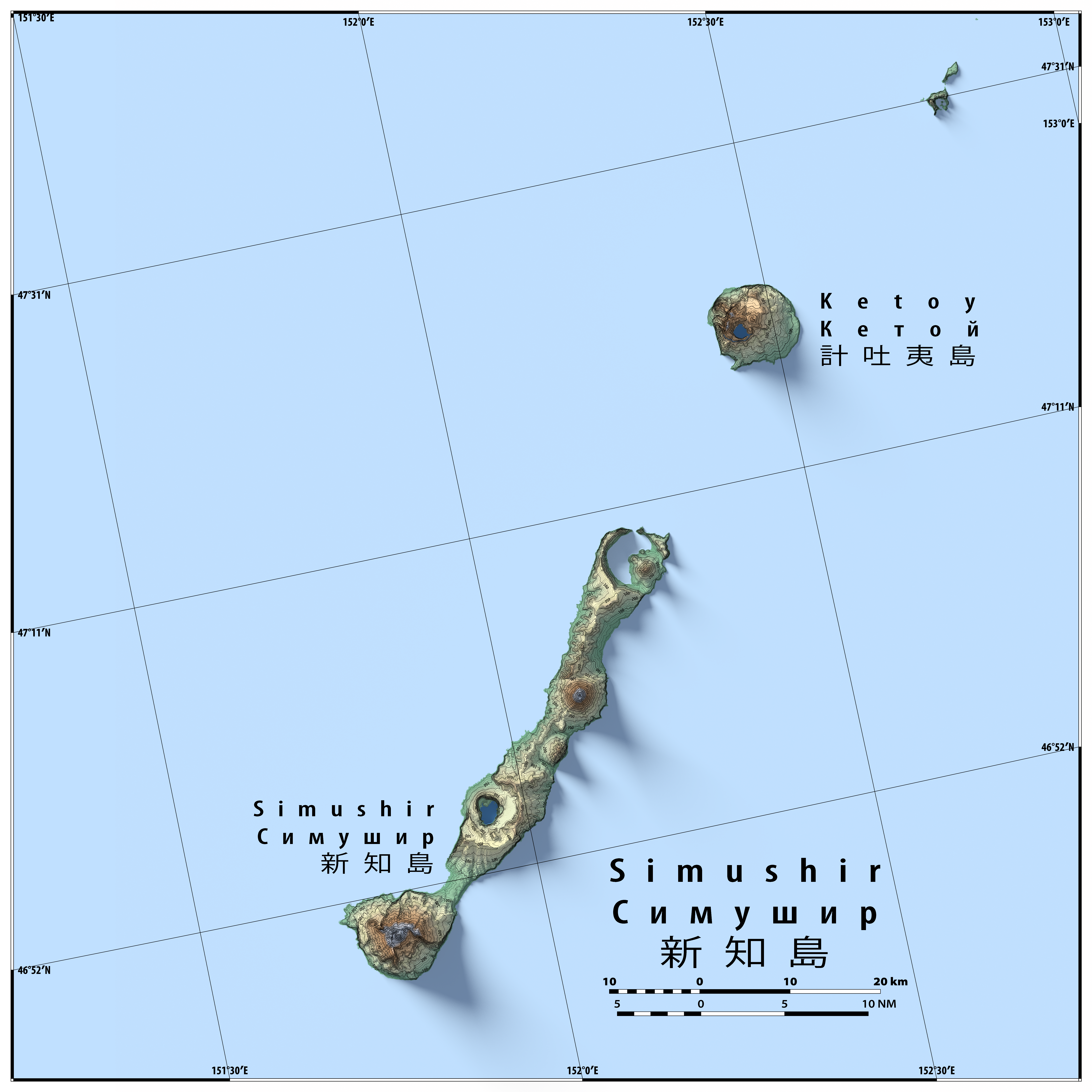
Mapa de Simushir

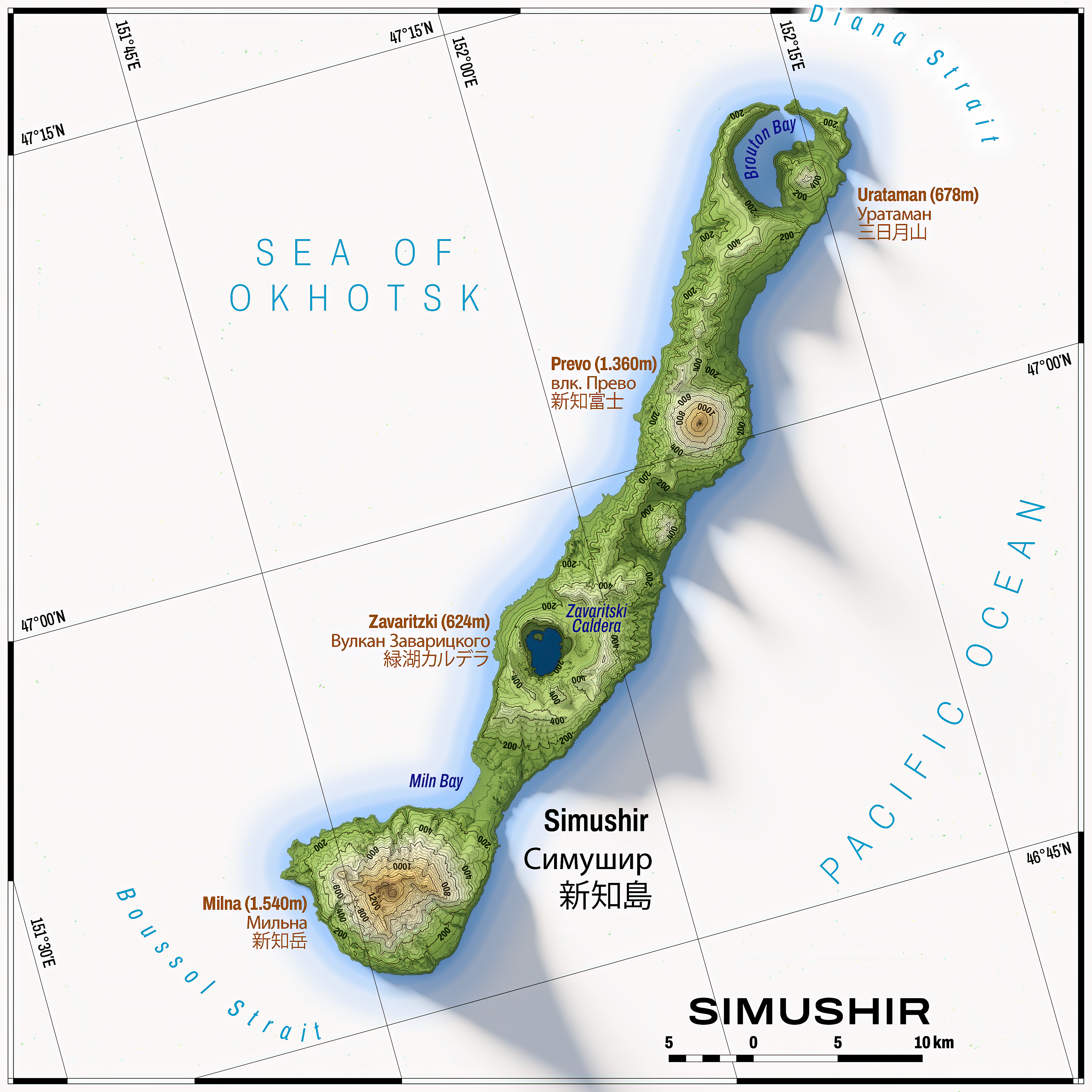
Mapa más detallado de Simushir

Al noreste se encuentra la isla Ketoy. El estrecho de Bussol separa la isla del grupo de las Kuriles meridionales.
Administrativamente es controlada por el óblast de Sajalín, parte de la organización territorial rusa, que heredó el territorio de la Unión Soviética, entidad que las conquistó en la operación Tormenta de Agosto de 1945.

## Demografía
La isla de Simushir es una isla deshabitada.